# Hermafrodito durmiente
Hermafrodito durmiente es una escultura de mármol que representa al personaje de la mitología griega Hermafrodito, hijo de Hermes y Afrodita, y devenido hermafrodita, a tamaño natural y recostado sobre un colchón. El colchón fue esculpido y añadido en 1620 por el artista italiano Gian Lorenzo Bernini.

## Historia

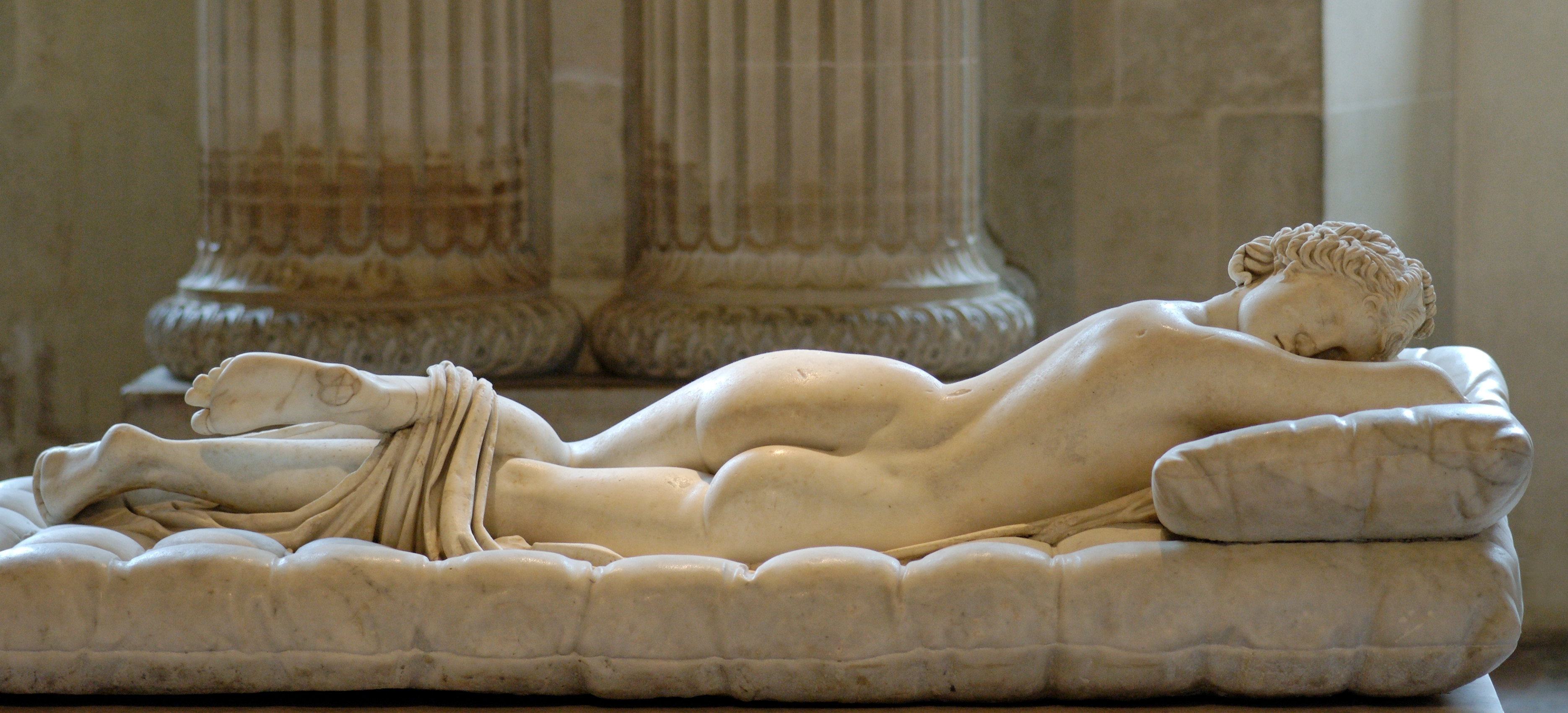
Hermafrodita durmiente en el Louvre. Escultura en mármol de estilo griego, copia romana del siglo II a.C., de un original helenístico del siglo II a.C., restaurada en 1619 por David Larique. Bajo la escultura: un colchón en mármol de Carrara realizado por Gianlorenzo Bernini en 1619 a petición del Cardenal Borghese; 1,69 m.

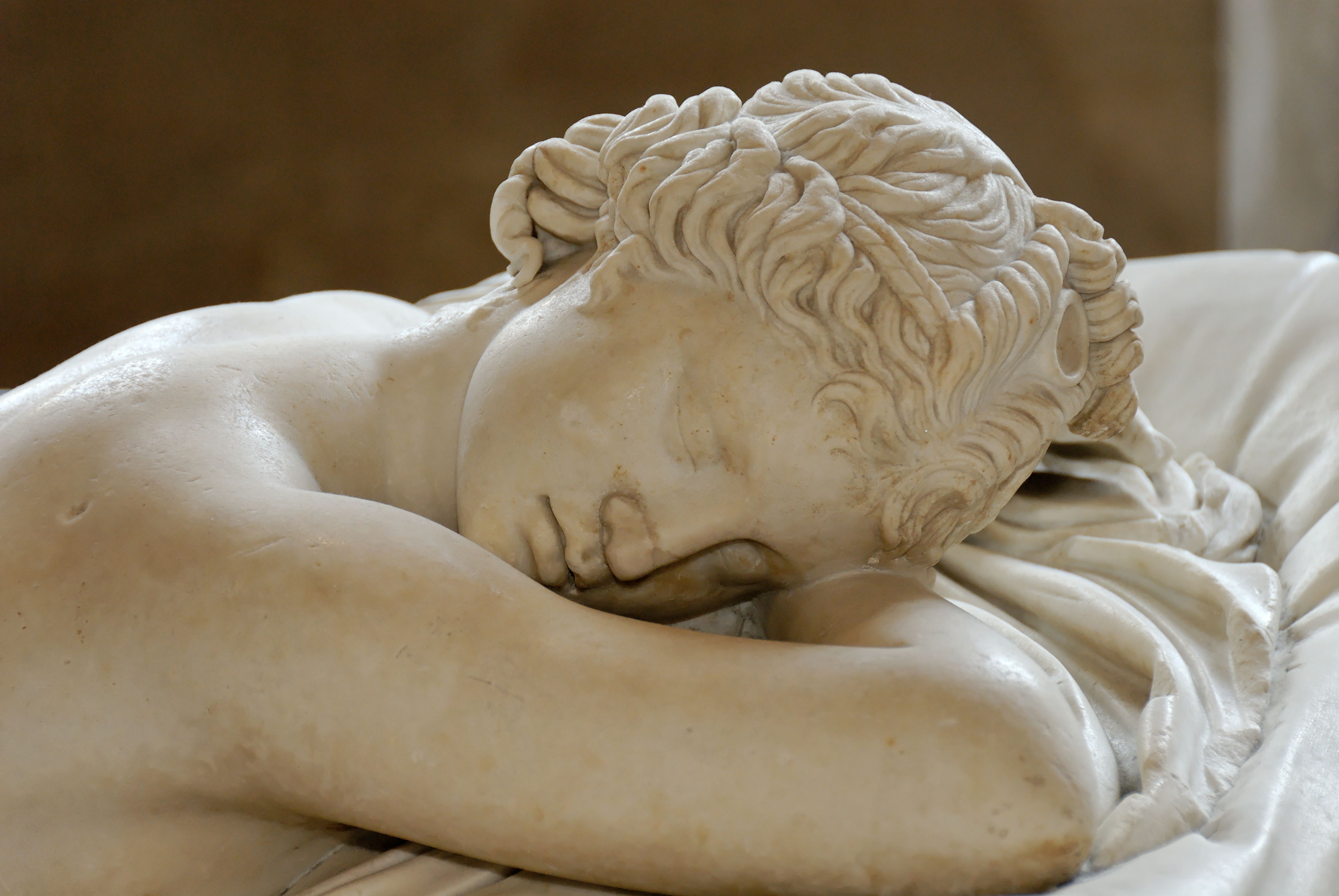
Primer plano de la cara.

El modelo se deriva, por un lado, de las antiguas representaciones de Venus y otros desnudos artísticos femeninos, y, por otro, por representaciones contemporáneas del dios feminizado en el arte helenístico Dioniso/Baco. Es un tema repetido en varias ocasiones durante el periodo helenístico y también en la antigua Roma, a juzgar por el gran número de versiones que han sobrevivido.
Descubierto en la Iglesia de Santa Maria della Vittoria en Roma, este Hermafrodito Durmiente fue rápidamente reclamado y comprado por el Cardenal Scipione Caffarelli-Borghese pasando a formar parte de la Colección Borghese. Después fue vendido a las tropas napoleónicas durante la campaña de Italia (1796-1797), quienes lo transfirieron al Museo del Louvre, donde se encuentra en la actualidad.
Se ha descrito este Hermafrodito como una copia de la época romana imperial de buena calidad, inspirada en un original en bronce de uno de los dos escultores griegos llamados Policles, (probablemente "el Joven" del siglo II a. C.). La escultura original, que se data de alrededor de 155 a. C., también fue mencionada en la Historia Natural de Plinio el Viejo.

## Copia original de la colección Borghese
Esta antigua escultura se encontró a principios del siglo XVII, sacada a la luz en el parque de "Santa María de la Victoria", cerca de las Termas de Diocleciano y el borde de los antiguos Orti Sallustiani. El descubrimiento fue realizado durante el período de construcción de la iglesia, cuando estaban realizando las excavaciones para los cimientos en 1608.
La obra se mostró inmediatamente a los expertos en arte del momento, y el cardenal Borghese, a cambio de la concesión de la estatua, permitió al arquitecto de la iglesia Giovanni Battista Soria que terminase la fachada (aunque sólo dieciséis años después). Por su parte, el cardenal dedicó una habitación expresamente a su hermafrodita en su nueva mansión (Villa Borghese Pinciana).

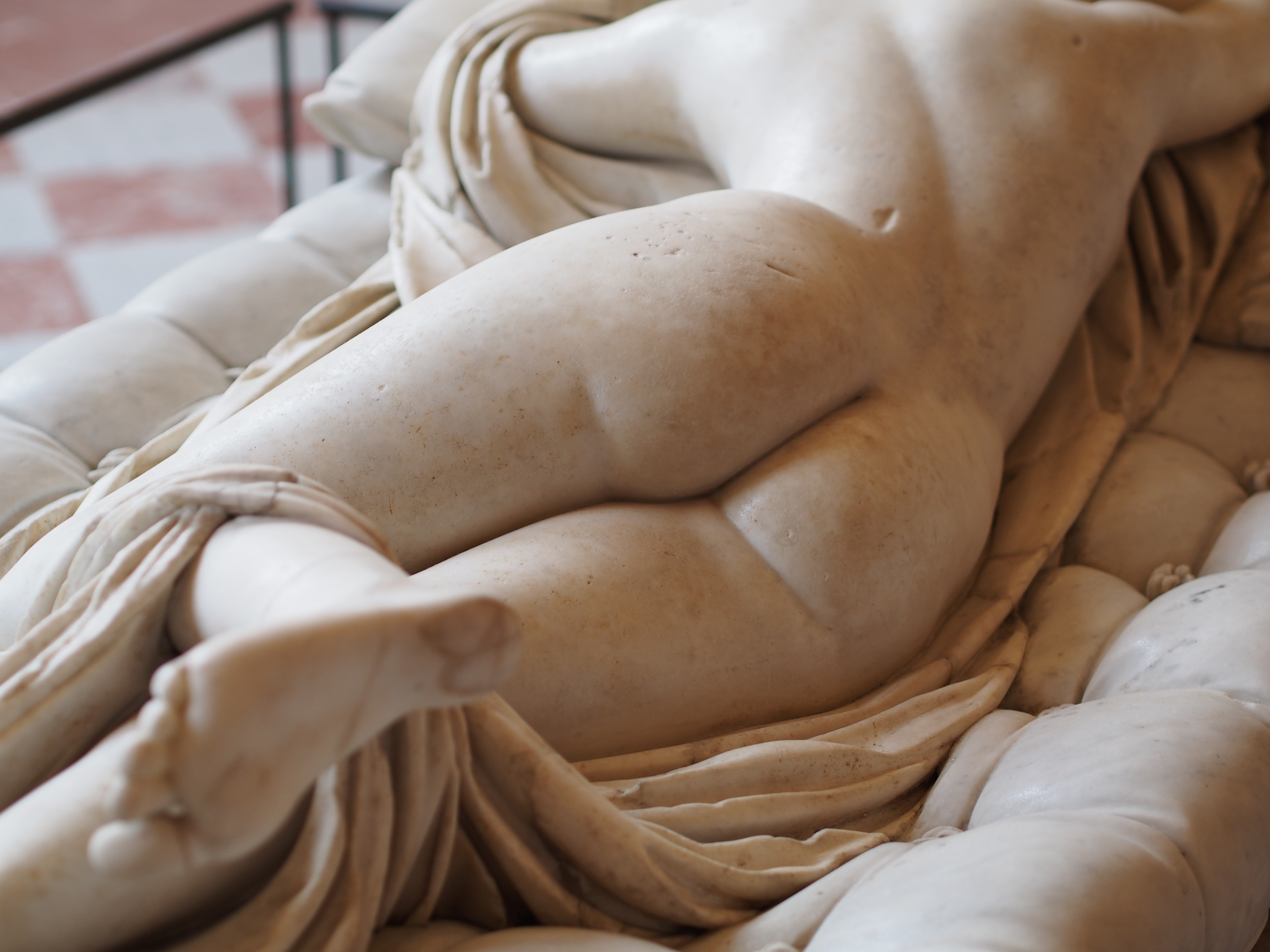
Vista posterior.

En 1620, un jovencísimo Bernini, escultor entonces pupilo y favorito de los Borghese, recibió 60 escudos para esculpir el colchón de piedra sobre el que el Hermafrodita está reposando. La realización fue tan sorprendentemente realista, que a primera vista los observadores pensaban que era real.
La escultura fue adquirida en 1807, junto con muchas otras piezas de la misma colección, por el príncipe Camillo Filippo Ludovico Borghese, que se había casado con Paulina Bonaparte, y luego fue trasladada al Museo del Louvre. Allí inspiró al autor inglés Algernon Charles Swinburne su poesía titulada "Hermafrodita" de 1863.

## Copias antiguas
Una copia datada del siglo II fue descubierta en 1781 y desde entonces ocupa el lugar de la primera copia en la Galería Borghese.
Una tercera variante en mármol fue descubierta en 1880 durante las obras para hacer a Roma la nueva capital de la Italia unida. Esta obra esta ahora en el Museo Nacional Romano situado en el Palazzo Massimo alle Terme.

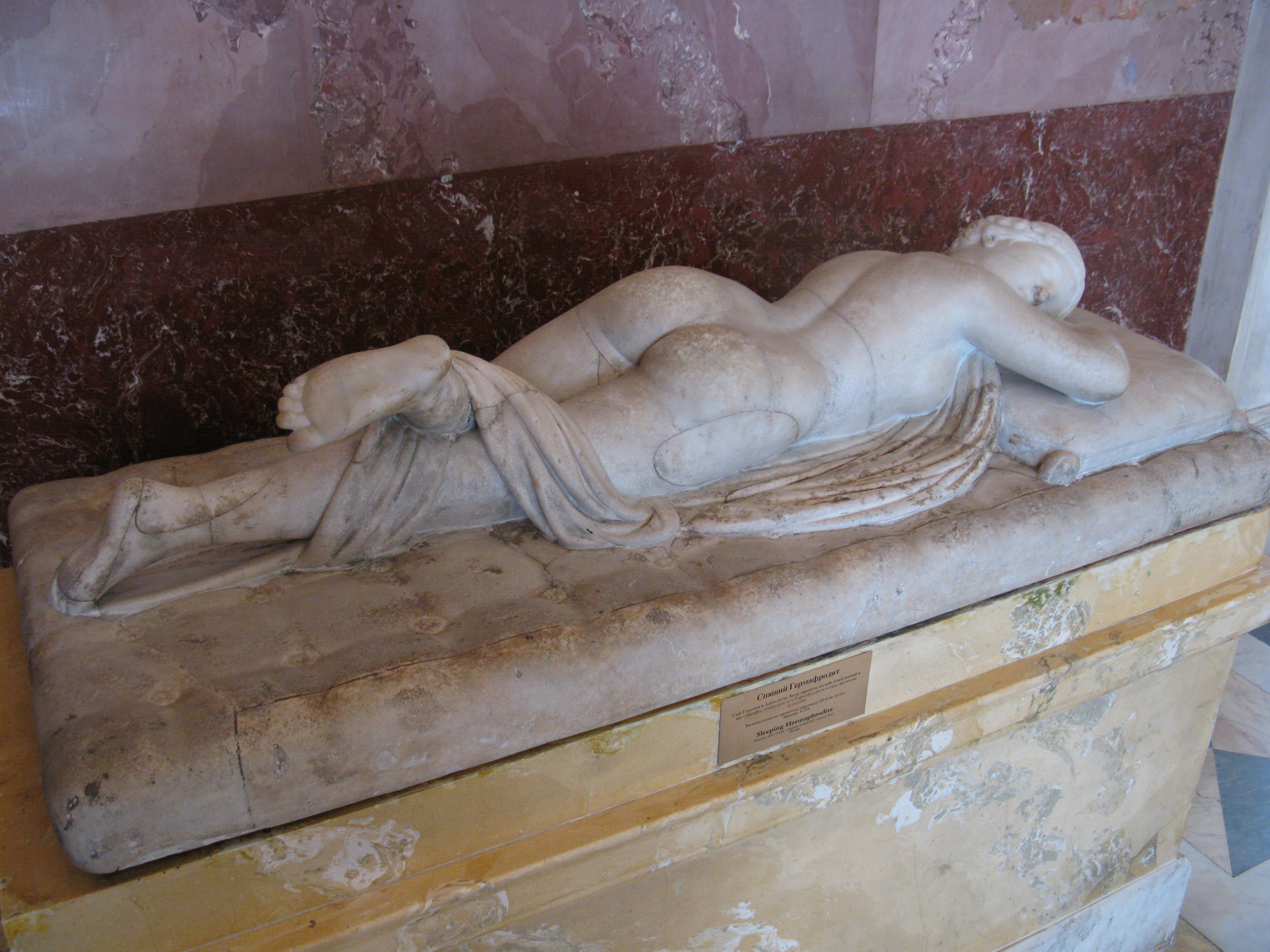
Copia del Museo Hermitage.

Existen más copias antiguas en la Galería Uffizi en Florencia, los Museos Vaticanos de Ciudad del Vaticano,  en el Museo del Hermitage de San Petersburgo. 

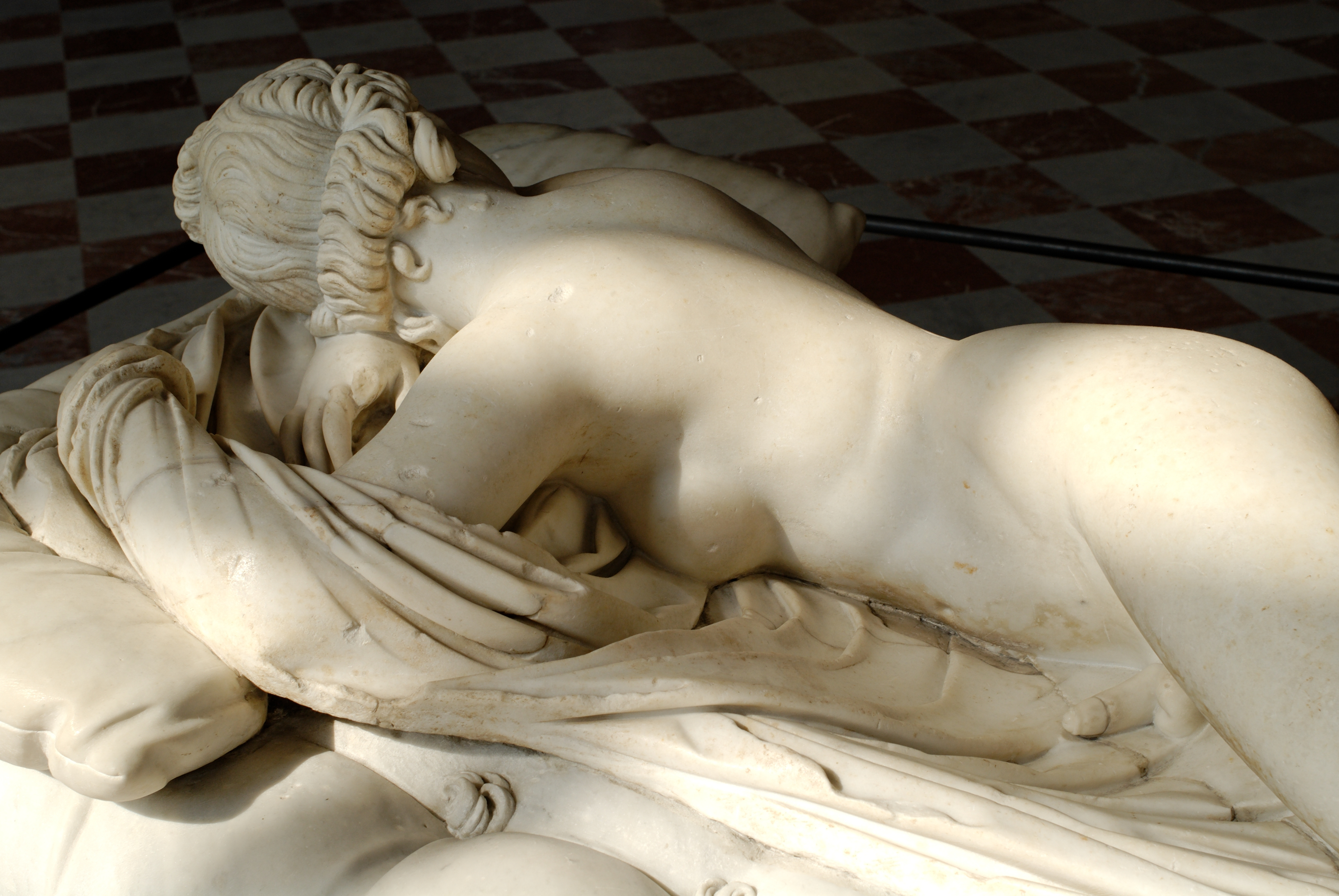
Vista por delante.

## Copias modernas
Se realizaron muchas copias alrededor de los años 1600, en varios tamaños. Existe una copia en bronce de 1652 realizada por Matteo Bonuccelli en el Museo del Prado. Esta copia fue traída por Velázquez de Italia. Según Clark, esta obra influyó claramente en el pintor español en su Venus del espejo. La copia de Bonuccelli es de tal calidad que el propio Museo del Prado, en su catálogo oficial de escultura, la ha calificado de «obra maestra que, como ocurre en otros casos, supera al original.»
Otra copia en mármol realizada por Martin Carlier había sido encargada directamente por la corte real francesa de Versalles. 
Una copia en bronce a escala reducida fue realizada y firmada por Giovanni Francesco Susini y se encuentra en la actualidad en el Metropolitan Museum of Art de New York.
Otra copia a escala reducida , en esta ocasión realizada en marfil por François Duquesnoy, fue adquirida en Roma por John Evelyn en 1640.
El artista de EE. UU. Barry X Ball realizó una escultura a tamaño real  a partir de la versión conservada en el Museo del Louvre, en mármol negro de Bélgica sobre una base de mármol de Carrara, y acabada en 2010.

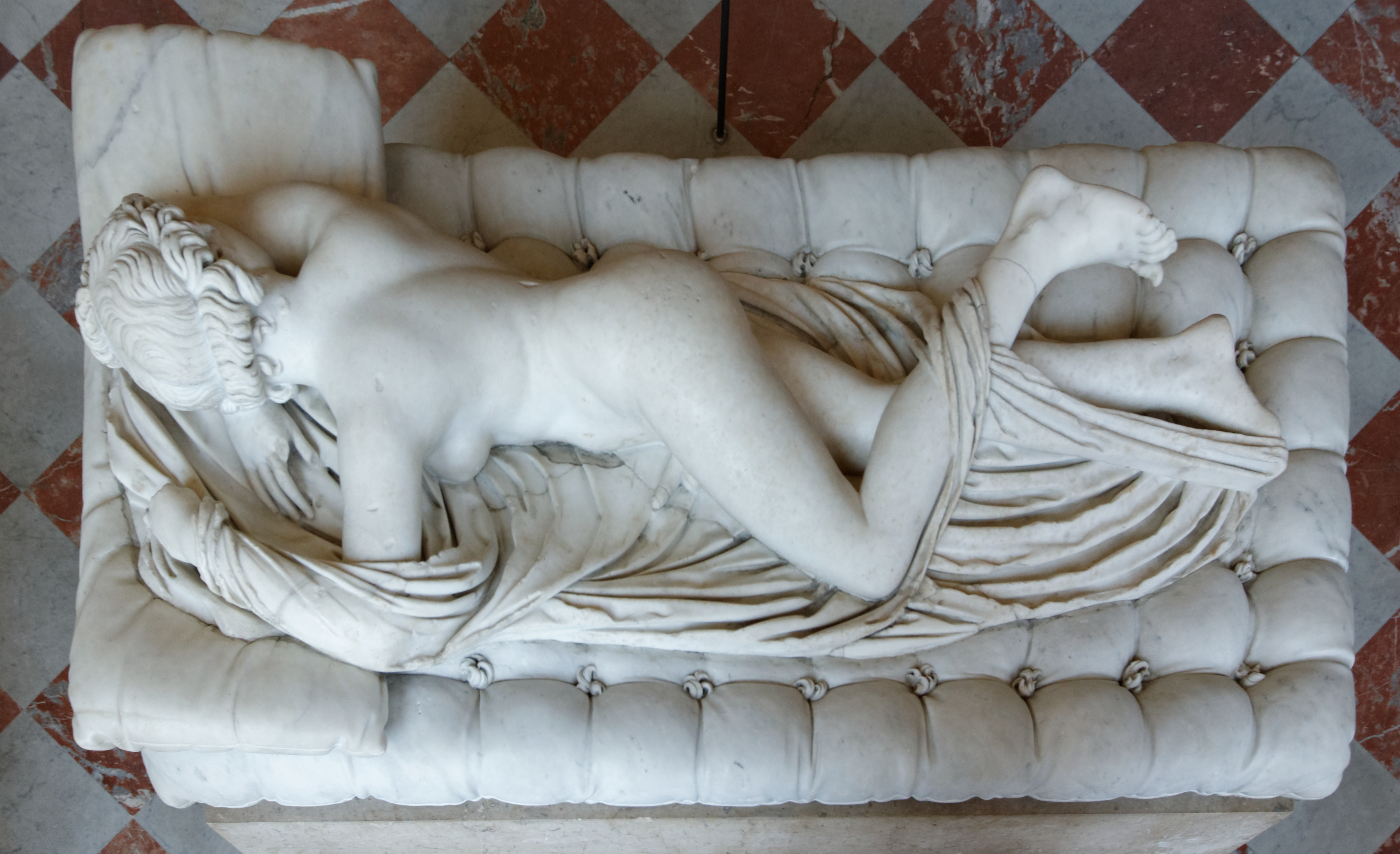
Vista desde arriba.

Existe otra copia del hermafrodito durmiente en la colección del extinto Museo Nacional de Reproducciones Artísticas. Esta copia, junto con otras de la colección, se exhibe en el Museo Nacional de Escultura de Valladolid, que recibió esta colección en 2012.

## Notas

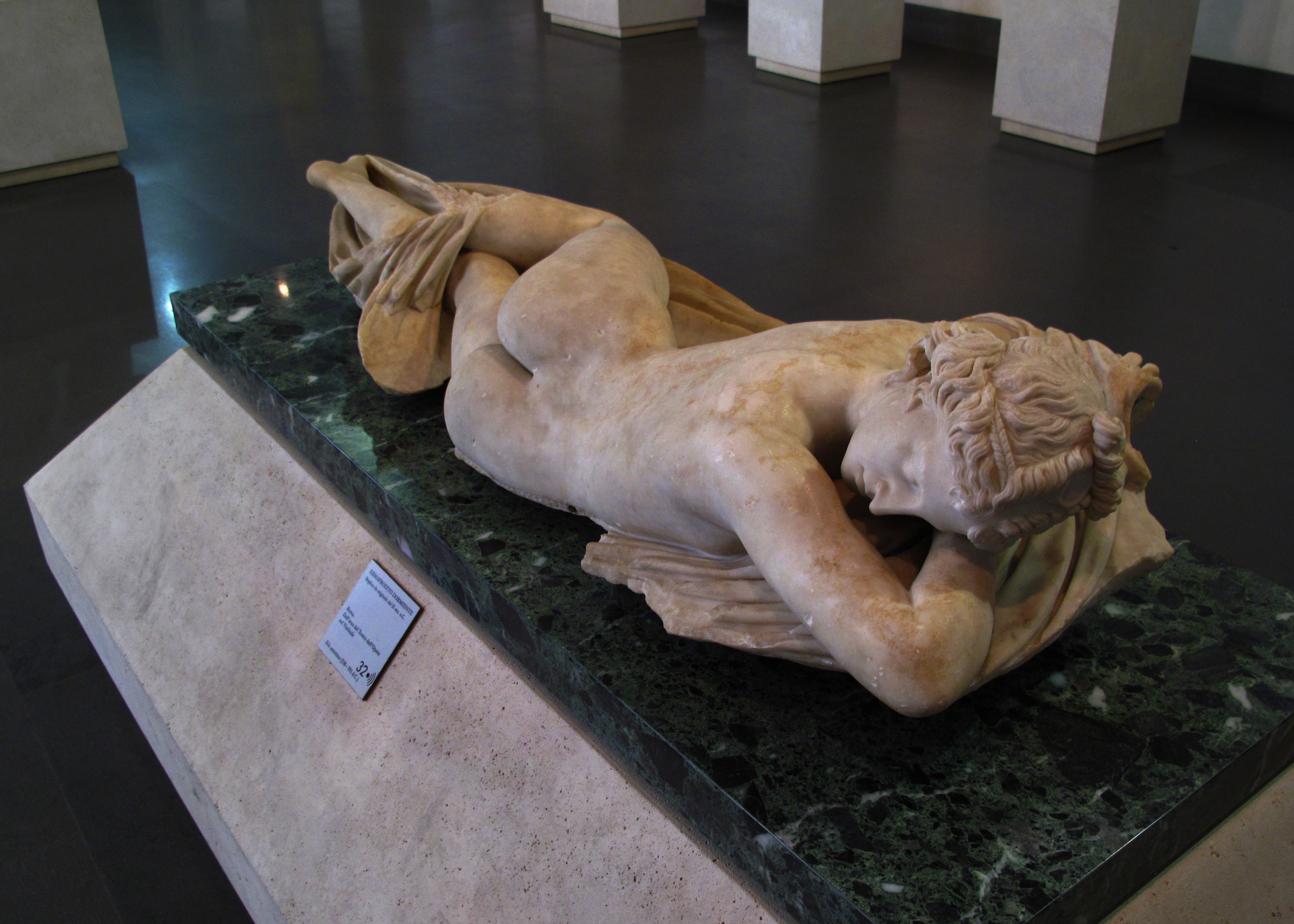
Una de las copias en el Museo Nazionale Romano.

## Bibliografía

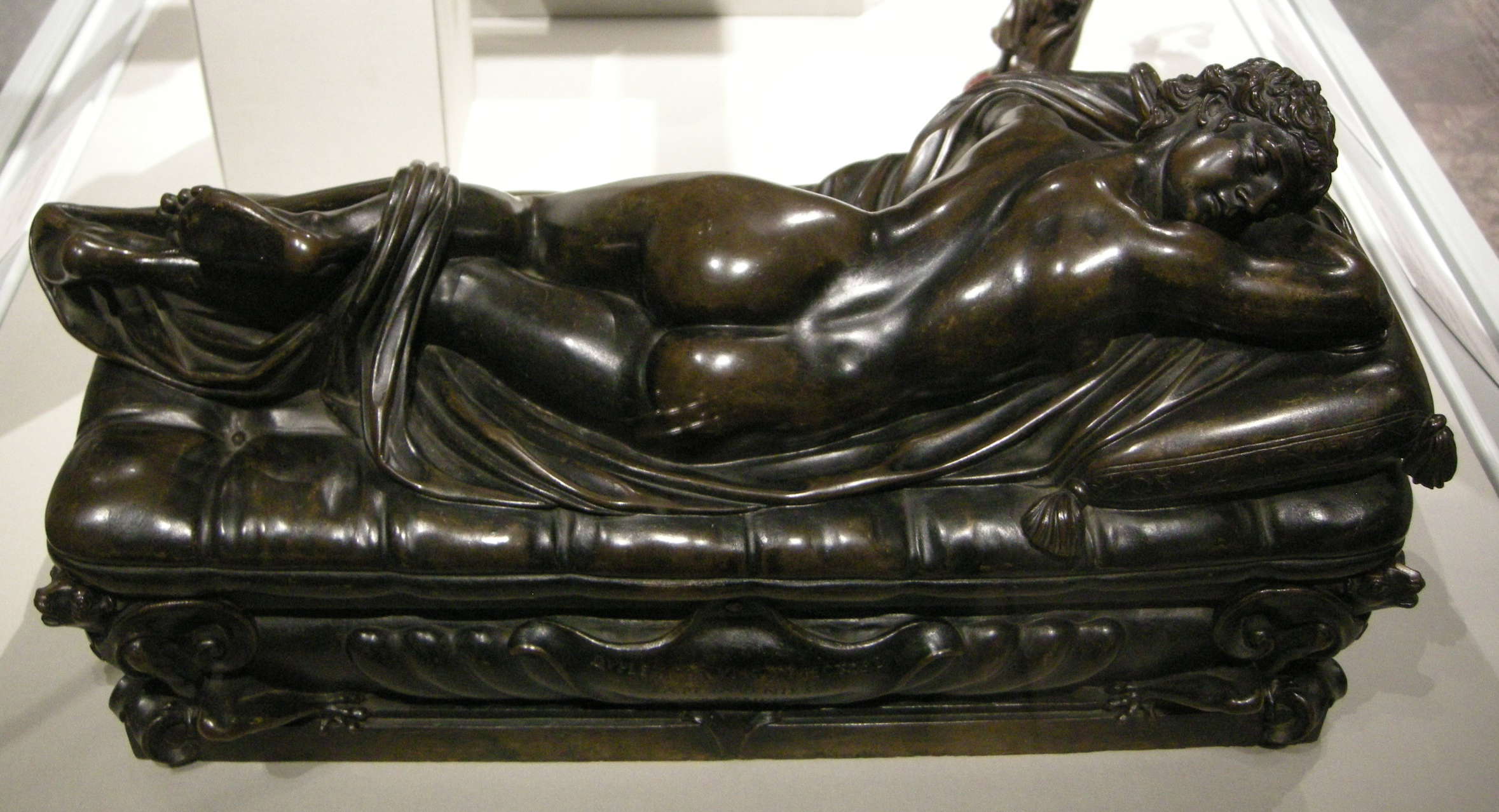
Copia en bronce de Giovanni Francesco Susini